# Реечная передача

Движение рейки

Реечная передача (кремальера) (фр. crémaillère) — механическая зубчатая передача, преобразующая вращательное движение зубчатого колеса в поступательное движение рейки или наоборот. Формально является цилиндрической зубчатой передачей с колесом бесконечно большого радиуса.
Используется в механизмах управления продольным перемещением за счёт поворота управляющего звена — рулевом управлении автомобилей, в ТНВД дизелей для управления подачей топлива, в реверсивных устройствах тяжелых дизелей — для продольного перемещения распредвалов, в управляющих механизмах станков — для перемещения суппорта относительно станины, в измерительных приборах — напротив, для вращения валика стрелки за счет перемещения чувствительного исполнительного элемента — индикаторной ножки, торца сильфона, следящего баллона в манометрах и термометрах прямого действия; в качестве механизма для передвижения объективной доски фотокамеры или других приспособлений (теодолита, нивелира…) при наводке объектива на резкость. Реечная передача использовалась в старых складных фотокамерах, рассчитанных на фотоматериалы большого формата (плёнки и фотопластинки); в телескопах реечная передача широко применяется для фокусировки изображения — так называемый реечный фокусер.
Также, принцип реечной передачи используется в зубчатых железных дорогах. 

## Другие значения
Кремальерой также может называться ручка регулировки прибора, например, ручка настройки в авиационном высотомере (на оси кремальеры внутри корпуса прибора размещено зубчатое колесо) либо замок корабельного люка, действующий по тому же принципу.
В медицинской технике кремальера — конструктивный элемент инструмента, служащий для фиксации его рабочих органов в заданном положении с помощью зубчатой насечки.
В средневековой Франции кремальерой называлось приспособление для регулировки высоты котла в очаге, имевшее в своей основе реечную передачу.